# گولووین (آلاسکا)
گولووین (به انگلیسی: Golovin) شهری در ناحیه سرشماری نوم، آلاسکا ایالت آلاسکا است که جمعیت آن در سرشماری سال ۲۰۰۰ میلادی ۱۴۴ نفر بوده‌است.